# Campeonato Mundial de Ginástica Artística de 2013
O XLIV Campeonato Mundial de Ginástica Artística ocorreu entre os dias 30 de setembro e 6 de outubro de 2013 na Antwerp Sportpaleis em Antuérpia, Bélgica. Semelhante ao Campeonato Mundial de Londres, em 2009, não contou com a prova por equipes, sendo disputadas o individual geral e as provas por aparelhos.

## Eventos
- Individual geral masculino
- Solo masculino
- Barra fixa
- Barras paralelas
- Cavalo com alças
- Argolas
- Salto sobre a mesa masculino
- Individual geral feminino
- Trave
- Solo feminino
- Barras assimétricas
- Salto sobre a mesa feminino

## Calendário
| Qualificatória     | ● |   |   |   |   |   |
| Outubro            | 1 | 2 | 3 | 4 | 5 | 6 |
| Qualificatória     | ● |   |   |   |   |   |
| Individual geral   |   |   | ● |   |   |   |
| Solo               |   |   |   |   | ● |   |
| Cavalo com alças   |   |   |   |   | ● |   |
| Argolas            |   |   |   |   | ● |   |
| Salto sobre a mesa |   |   |   |   |   | ● |
| Barras paralelas   |   |   |   |   |   | ● |
| Barra fixa         |   |   |   |   |   | ● |

| Outubro             | 1 | 2 | 3 | 4 | 5 | 6 |
| ------------------- | - | - | - | - | - | - |
| Qualificatória      | ● | ● |   |   |   |   |
| Individual geral    |   |   |   | ● |   |   |
| Salto sobre a mesa  |   |   |   |   | ● |   |
| Barras assimétricas |   |   |   |   | ● |   |
| Trave               |   |   |   |   |   | ● |
| Solo                |   |   |   |   |   | ● |

## Países participantes
Um total de 74 nações foram representadas no Mundial de Ginástica Artística. Entre parênteses o número de ginastas por país.
| \| - África do Sul (6) - Albânia (1) - Alemanha (10) - Argélia (2) - Argentina (6) - Armênia (2) - Austrália (3) - Áustria (5) - Azerbaijão (2) - Bangladesh (1) - Bélgica (9) - Bielorrússia (6) - Brasil (8) - Bulgária (5) - Canadá (8) - Cazaquistão (8) - Chile (8) - China (10) - Chipre (1) \| - Colômbia (6) - Coreia do Norte (3) - Coreia do Sul (9) - Costa Rica (5) - Croácia (6) - Dinamarca (10) - Egito (5) - Eslováquia (3) - Eslovênia (5) - Espanha (7) - Estados Unidos (10) - Finlândia (8) - França (8) - Geórgia (4) - Grã-Bretanha (10) - Grécia (8) - Guatemala (2) - Hong Kong (7) - Hungria (7) \| - Índia (10) - Irão (2) - Irlanda (6) - Islândia (5) - Israel (4) - Itália (8) - Jamaica (2) - Japão (10) - Kuwait (4) - Letônia (3) - Lituânia (4) - Luxemburgo (1) - México (7) - Noruega (4) - Nova Zelândia (2) - Países Baixos (10) - Polónia (4) - Porto Rico (6) \| - Portugal (7) - Catar (2) - Chéquia (5) - República Dominicana (2) - Roménia (8) - Rússia (9) - Singapura (4) - Suécia (1) - Suíça (8) - Tailândia (5) - Taipé Chinesa (5) - Trinidad e Tobago (1) - Tunísia (1) - Turquia (4) - Ucrânia (10) - Uzbequistão (4) - Venezuela (7) - Vietnã (7) \| | | | |
| - África do Sul (6) - Albânia (1) - Alemanha (10) - Argélia (2) - Argentina (6) - Armênia (2) - Austrália (3) - Áustria (5) - Azerbaijão (2) - Bangladesh (1) - Bélgica (9) - Bielorrússia (6) - Brasil (8) - Bulgária (5) - Canadá (8) - Cazaquistão (8) - Chile (8) - China (10) - Chipre (1) | - Colômbia (6) - Coreia do Norte (3) - Coreia do Sul (9) - Costa Rica (5) - Croácia (6) - Dinamarca (10) - Egito (5) - Eslováquia (3) - Eslovênia (5) - Espanha (7) - Estados Unidos (10) - Finlândia (8) - França (8) - Geórgia (4) - Grã-Bretanha (10) - Grécia (8) - Guatemala (2) - Hong Kong (7) - Hungria (7) | - Índia (10) - Irão (2) - Irlanda (6) - Islândia (5) - Israel (4) - Itália (8) - Jamaica (2) - Japão (10) - Kuwait (4) - Letônia (3) - Lituânia (4) - Luxemburgo (1) - México (7) - Noruega (4) - Nova Zelândia (2) - Países Baixos (10) - Polónia (4) - Porto Rico (6) | - Portugal (7) - Catar (2) - Chéquia (5) - República Dominicana (2) - Roménia (8) - Rússia (9) - Singapura (4) - Suécia (1) - Suíça (8) - Tailândia (5) - Taipé Chinesa (5) - Trinidad e Tobago (1) - Tunísia (1) - Turquia (4) - Ucrânia (10) - Uzbequistão (4) - Venezuela (7) - Vietnã (7) |

## Medalhistas
Masculino
| Evento                      | Ouro                                         | Prata                                               | Bronze                        |
| Individual geral detalhes   | Kohei Uchimura · Japão                       | Ryohei Kato · Japão                                 | Fabian Hambüchen · Alemanha   |
| Solo detalhes               | Kenzo Shirai · Japão                         | Jacob Dalton · Estados Unidos                       | Kohei Uchimura · Japão        |
| Cavalo com alças detalhes   | Kohei Kameyama · Japão                       | Max Whitlock · Reino Unido · Daniel Corral · México | nenhum                        |
| Argolas detalhes            | Arthur Zanetti · Brasil                      | Aleksandr Balandin · Rússia                         | Brandon Wynn · Estados Unidos |
| Salto sobre a mesa detalhes | Yang Hak-Seon Coreia do Sul                  | Steven Legendre · Estados Unidos                    | Kristian Thomas · Reino Unido |
| Barras paralelas detalhes   | Lin Chaopan · China · Kohei Uchimura · Japão | nenhum                                              | John Orozco · Estados Unidos  |
| Barra fixa detalhes         | Epke Zonderland · Países Baixos              | Fabian Hambüchen · Alemanha                         | Kohei Uchimura · Japão        |

Feminino
| Evento                       | Ouro                             | Prata                         | Bronze                         |
| Individual geral detalhes    | Simone Biles · Estados Unidos    | Kyla Ross · Estados Unidos    | Aliya Mustafina · Rússia       |
| Salto sobre a mesa detalhes  | McKayla Maroney · Estados Unidos | Simone Biles · Estados Unidos | Hong Un-Jong · Coreia do Norte |
| Barras assimétricas detalhes | Huang Huidan · China             | Kyla Ross · Estados Unidos    | Aliya Mustafina · Rússia       |
| Trave detalhes               | Aliya Mustafina · Rússia         | Kyla Ross · Estados Unidos    | Simone Biles · Estados Unidos  |
| Solo detalhes                | Simone Biles · Estados Unidos    | Vanessa Ferrari · Itália      | Larisa Iordache · Roménia      |

## Quadro de medalhas
| Ordem | País            | Medalha de ouro | Medalha de prata | Medalha de bronze |    |
| ----- | --------------- | --------------- | ---------------- | ----------------- | -- |
| 1     | Japão           | 4               | 1                | 2                 | 7  |
| 2     | Estados Unidos  | 3               | 6                | 3                 | 12 |
| 3     | China           | 2               |                  |                   | 2  |
| 4     | Rússia          | 1               | 1                | 2                 | 4  |
| 5     | Brasil          | 1               |                  |                   | 1  |
| 5     | Coreia do Sul   | 1               |                  |                   | 1  |
| 5     | Países Baixos   | 1               |                  |                   | 1  |
| 8     | Grã-Bretanha    |                 | 1                | 1                 | 2  |
| 8     | Alemanha        |                 | 1                | 1                 | 2  |
| 10    | Itália          |                 | 1                |                   | 1  |
| 10    | México          |                 | 1                |                   | 1  |
| 12    | Coreia do Norte |                 |                  | 1                 | 1  |
| 12    | Roménia         |                 |                  | 1                 | 1  |
| TOTAL | TOTAL           | 13              | 12               | 11                | 36 |